# Degnepoll
Degnepoll o Deknepollen è un villaggio nel comune di Kinn, nella contea di Vestland, Norvegia. Si tratta di un sobborgo situato a est della città di Måløy e ad esso collegato tramite un ponte di 1.224 metri. Inoltre è situato a circa 15 miglia a ovest della città di Bryggja. Il villaggio di Tennebø si trova un miglio sud-est di Degnepoll, con l'omonimo lago che lo separa.
Il nome "Degnepoll" può essere tradotto come "piccolo braccio di fiordo presso il chierico della parrocchia" ed è anche un nome usato da alcune famiglie del villaggio. La sua popolazione stimata (2001) è di 245 persone.
L'attività principale è la lavorazione del pesce e dell'olio di pesce e mangimi per animali. Lo stabilimento che era in costruzione durante la seconda guerra mondiale è stato completamente distrutto durante l'operazione Archery prima che potesse iniziare la sua attività.